# Lijst van oorlogsmonumenten in Uithoorn
De Nederlandse gemeente Uithoorn heeft 2 oorlogsmonumenten. Hieronder een overzicht.
| Nr.                             | Object                    | Herdachte groep    | Ontwerper   | Onthulling | Type            | Locatie                                          | Plaats   | Coördinaten                   | Foto                      |
| ------------------------------- | ------------------------- | ------------------ | ----------- | ---------- | --------------- | ------------------------------------------------ | -------- | ----------------------------- | ------------------------- |
| Dit oorlogsmonument op Wikidata | De barmhartige Samaritaan | overig             | Piet Peters | 1948?      | beeld/sculptuur | Marktplein 2A, 1421 AC                           | Uithoorn | 52° 13' 58" NB, 4° 49' 56" OL | De barmhartige Samaritaan |
| Dit oorlogsmonument op Wikidata | Stiltemonument            | burgerslachtoffers | Karin Daan  | 2004       | gedenksteen     | Amsteldijk-Noord (tegenover Thamerkerk), 1422 XW | Uithoorn | 52° 14' 9" NB, 4° 50' 23" OL  | Stiltemonument            |

Aalsmeer ·
Alkmaar ·
Amstelveen ·
Amsterdam ·
Bergen ·
Beverwijk ·
Blaricum ·
Bloemendaal ·
Castricum ·
Den Helder ·
Diemen ·
Dijk en Waard ·
Drechterland ·
Edam-Volendam ·
Enkhuizen ·
Gooise Meren ·
Haarlem ·
Haarlemmermeer ·
Heemskerk ·
Heemstede ·
Heiloo ·
Hilversum ·
Hollands Kroon ·
Hoorn ·
Huizen ·
Koggenland ·
Landsmeer ·
Laren ·
Medemblik ·
Oostzaan ·
Opmeer ·
Ouder-Amstel ·
Purmerend ·
Schagen ·
Stede Broec ·
Texel ·
Uitgeest ·
Uithoorn ·
Velsen ·
Waterland ·
Weesp ·
Wijdemeren ·
Wormerland ·
Zaanstad ·
Zandvoort